# Diócesis de Whithorn-Galloway
La diócesis de Whithorn-Galloway (en latín: Dioecesis Candidae Casae o Gallovidiana y en inglés: Diocese of Whithorn-Galloway) fue una circunscripción eclesiástica de la Iglesia católica en el Reino Unido. Se trataba de una diócesis latina, sufragánea de la arquidiócesis de Glasgow. Fue suprimida de hecho al morir su último obispo católico en septiembre de 1558.

## Territorio y organización
La diócesis extendía su jurisdicción sobre los fieles católicos de rito latino residentes en el extremo sudoeste de Escocia.
La sede de la diócesis se encontraba en la localidad de Whithorn, en donde la catedral y el priorato anexo están en ruinas. El priorato, que era el cabildo catedralicio, fue inicialmente de canónigos regulares, pero en 1175 pasó a los premonstratenses.
En la diócesis existían 3 decanatos: Desnes, Farines y Rhinns.

## Historia

### Antecedentes
Whithorn, un antiguo centro comercial, precede a la isla de Iona en 150 años como cuna del cristianismo escocés. Según la Historia ecclesiastica gentis Anglorum de Beda el Venerable, en el año 397 san Niniano fundó allí entre los pictos la primera misión cristiana al norte del Muro de Adriano, mientras las legiones romanas aún ocupaban Britania.
Whithorn y sus alrededores pasaron del control britano al de los northumbrios. La sucesión episcopal de esta diócesis monástica sólo está atestiguada desde esta época anglosajona. Se conocen los nombres de seis obispos de la misma a más tardar desde el año 730. Posteriormente, la zona fue invadida por los vikingos daneses y la diócesis fue suprimida circa 800. 

### Diócesis de Whithorn-Galloway
La diócesis fue restablecida en la primera mitad del siglo XII con el nombre de diócesis de Whithorn-Galloway, sufragánea de la arquidiócesis de York hasta 1355 en deferencia a su origen anglosajón. Las repetidas guerras entre los dos reinos británicos aconsejaron entonces al papa que la sujetara directamente a la Santa Sede. Finalmente se convirtió en sufragánea de la arquidiócesis de San Andrés en 1472 y de la arquidiócesis de Glasgow en 1492.
Junto a la catedral el obispo Adougan (1406-1413) hizo construir su propio palacio episcopal. El papa Inocencio VIII concedió a los reyes escoceses el derecho de nombrar obispos, que a partir de ese momento fueron elegidos en su mayoría entre los servidores de la corona, a quienes se les dio la diócesis como recompensa por los servicios prestados.
El cabildo catedralicio estaba formado por canónigos regulares, que durante un tiempo disfrutaron del título de rey de la isla de Man.
El último obispo en comunión con Roma fue Andrew Durie (1541-1558). El siguiente obispo, Alexander Gordon, transferido de la diócesis de Sodor, estaba casado y durante mucho tiempo había sido partidario de la Reforma protestante; con él terminó la serie de obispos católicos y comenzó la de obispos protestantes, hasta que las revoluciones calvinistas del siglo XVII llevaron a la supresión definitiva de la diócesis, y la ruina de la abadía de Whithorn. El último prior católico, Malcolm Fleming (fallecido en 1568), fue encarcelado en 1563 por el delito de celebrar misa. Toda la propiedad del priorato fue transferida a la Corona por la ley de anexión de 1587 y fue otorgada en 1606 por el rey Jacobo VI al obispo de la diócesis de Galloway cuando estableció el episcopalianismo en Escocia ese año.
La diócesis fue reerigida como diócesis de Galloway el 4 de marzo de 1878.

## Episcopologio
- Gille Aldan † (1128-después de 1151 falleció)
- Christian † (19 de diciembre de 1154 consagrado-7 de octubre de 1186 falleció)
- John † (17 de septiembre de 1189 consagrado-1209 falleció)
- Walter † (1209-1235 falleció)
- Gilbert † (2 de septiembre de 1235 consagrado-1253 falleció)
- Henry † (7 de febrero de 1255 consagrado-1 de noviembre de 1293 falleció)
- Thomas de Dalton † (10 de octubre de 1294 consagrado-1324 o 1326 falleció)
- Simon de Wedale † (1 de febrero de 1327 consagrado-11 de marzo de 1354 falleció)[nota 1]
- Michael MacKenlagh † (12 de julio de 1355 consagrado-después del 17 de enero de 1357 falleció)
- Thomas MacDowell † (31 de diciembre de 1358-después del 2 de septiembre de 1362 falleció)
- Adam de Lanark, O.P. † (17 de noviembre de 1363-marzo/octubre de 1378 falleció)
- Thomas de Rossy, O.F.M. † (15 de julio de 1379-? falleció)
- Elisaeus Adougan † (28 de mayo de 1406-1413 falleció)
- Thomas de Buittle † (14 de junio de 1414-después del 16 de julio de 1420 falleció)
- Alexander Vaus † (4 de diciembre de 1422-circa 1450 renunció)
- Thomas Spence † (7 de enero de 1450-21 de noviembre de 1457 nombrado obispo de Aberdeen)
- Thomas Vaus † (21 de noviembre de 1457-22 de diciembre de 1458 nombrado obispo de Aberdeen)[nota 2]
- Ninian Spot † (22 de diciembre de 1458-después del 12 de junio de 1480 falleció)
- George Vaus † (9 de diciembre de 1482-antes del 30 de enero de 1508 falleció)
  - James Beaton † (12 de mayo de 1508-19 de enero de 1509 nombrado arzobispo de Glasgow) (Obispo electo[nota 3])
- David Arnot, O.S.A. † (29 de enero de 1509-1525 o 1526 renunció)
- Henry Wemyss † (23 de enero de 1526-1540 o 1541 falleció)
- Andrew Durie, O.Cist. † (22 de agosto de 1541-septiembre de 1558 falleció)